# Острова Коломейцева
Острова Коломе́йцева — группа островов, состоящая из двух небольших островов, часть архипелага Норденшёльда, расположенного в прибрежных районах Карского моря, у берегов Сибири. Эти острова находятся на расстоянии около 40 километров к востоку от острова Русский, самого крупного острова архипелага Норденшёльда, и менее чем в 100 километрах к западу от полуострова Таймыр.
Море, окружающее острова, зимой покрыто припаем, летом остаётся сковано льдами. Климат суровый, арктический.
Эти острова входят в состав Красноярского края и являются частью Большого Арктического государственного природного заповедника.
В 1900 году острова архипелага Норденшёльда были изучены русским геологом бароном Эдуардом Толлем во время полярной экспедиции, организованной Петербургской академией наук, на борту корабля «Заря». Острова были названы в честь Николая Коломейцева, первого командира корабля.